# Gessy Fonseca
Gessy Fonseca (São Paulo, 13 de março de 1924 — São Paulo, 10 de novembro de 2018) foi uma atriz e dubladora brasileira. Até seu falecimento era a dubladora com mais tempo de carreira no Brasil. Na televisão destacou-se como protagonista da primeira versão de Éramos Seis, na RecordTV.

## Biografia
Iniciou sua carreira em 1941 na Rádio Record em rádioteatro com Octávio Gabus Mendes e Manoel Durães. De 1947 a 1956 trabalhou na Rádio Bandeirantes. Recebeu o Prêmio Roquete Pinto, em 1955. Em 1956 trabalhou na Rádio Nacional do Rio de Janeiro fazendo radionovelas. Em 1958 foi para a Rádio e TV Record, e Rádio São Paulo, fazendo radionovelas e telenovelas. Foi a Dona Lola na primeira versão de Éramos Seis, em 1958, recebendo o prêmio de Melhor Atriz. Também participou como atriz coadjuvante no seriado infantil A Turma dos Sete por mais de um ano.  Na dublagem iniciou em 1961, dentre os personagens que dublou estão a Mulher Gato no seriado Batman e a Tia May do Homem-Aranha, dona Edwiges no seriado Chaves, também conhecida como A Louca da Escadaria e o papagaio Luís Manoel em Chapolin.
Participou de novelas Fogo sobre Terra, em 1974 ,  Meus filhos, minha vida em 1984  e O Todo-Poderoso. Atuou no filme Mulher Desejada, de 1978, no papel de uma das mulheres que agridem a protagonista, Luíza (Kate Hansen) na sessão de psicoterapia em grupo, ainda participou dos curtas-metragens Avós, Duas Vidas para Antônio Espinosa e Velharia. Em 1943, ela foi escolhida para ser a voz  de Dona Benta na radionovela O Sítio do Picapau Amarelo, retornou ao papel  na dublagem do desenho animado Sítio do Picapau Amarelo em 2012.
Morreu em 10 de novembro de 2018, aos 94 anos de idade. Até então, era dubladora mais antiga do Brasil ainda em atividade, sendo uma das vozes mais conhecidas entre os dubladores brasileiros.

## Filmografia

### Televisão
| Ano       | Título                   | Personagem                | Notas                               |
| --------- | ------------------------ | ------------------------- | ----------------------------------- |
| 1954      | A Muralha                | Gênova                    |                                     |
| 1958      | Éramos Seis              | Dona Lola de Abílio Lemos |                                     |
| 1958      | Anos de Ternura          | Celina                    |                                     |
| 1960–1965 | A Turma do Sete          | Lisa                      |                                     |
| 1968      | Acorrentados             | Irmã Ana                  |                                     |
| 1970      | O Meu Pé de Laranja Lima | Leonor                    |                                     |
| 1972      | Bel-Ami                  | Miss Mary                 |                                     |
| 1974      | Fogo sobre Terra         | Celeste                   |                                     |
| 1976      | Caso Especial            | —                         | Episódio: "Quem era Shirley Temple" |
| 1976      | Teatro 2                 | —                         | Episódio: "A Cama"                  |
| 1979      | O Todo Poderoso          | Melica                    |                                     |
| 1980      | O Meu Pé de Laranja Lima | Leonor Pereira            |                                     |
| 1984      | Meus Filhos, Minha Vida  | Alzira                    |                                     |
| 1993      | Retrato de Mulher        | Tânia                     | Episódio: "Era Uma Vez... Zezé"     |

### Cinema
| Ano  | Título                                 | Personagem    | Notas              |
| ---- | -------------------------------------- | ------------- | ------------------ |
| 1950 | Caiçara                                | Marina (voz)  | Dublou Eliane Lage |
| 1952 | Simão, o Caolho                        | Miriam        |                    |
| 1954 | Mulher de Verdade                      | Enfermeira    |                    |
| 1978 | Mulher Desejada                        | Mulher Sádica |                    |
| 1982 | Retrato Falado de uma Mulher sem Pudor | Ana Maria     |                    |
| 2009 | Avós                                   | Avó alemã     | Curta-metragem     |
| 2009 | Velharia                               | Senhora       |                    |

## Prêmios e indicações
| Ano  | Prêmio                      | Categoria                             | Trabalho                               | Resultado | Ref    |
| ---- | --------------------------- | ------------------------------------- | -------------------------------------- | --------- | ------ |
| 2010 | Mostra de Curtas Kinopheria | Melhor Atriz Coadjuvante              | Avós                                   | Venceu    | [ 14 ] |
| 2009 | Prêmio Yamato               | Melhor Dubladora de Atriz Coadjuvante | Professora em Punky, a Levada da Breca | Venceu    | [ 15 ] |